# ماچدونتسه
ماچدونتسه (به صربی: Maćedonce) یک منطقهٔ مسکونی در صربستان است که در مدوجا واقع شده‌است. ماچدونتسه ۱۷۷ نفر جمعیت دارد و ۴۱۰ متر بالاتر از سطح دریا واقع شده‌است.